# سیارک ۱۴۷۹۰
سیارک ۱۴۷۹۰ (به انگلیسی: 14790 Beletskij، نامگذاری:1970OF) چهارده هزار و هفتصد و نودمین سیارک کشف شده‌است که در ۳۰ ژوئیه ۱۹۷۰ کشف شد.